# DonbassAero
DonbassAero (en ucraniano: Донбасаеро) era una aerolínea que estaba basada en el Aeropuerto Internacional de Donetsk en Ucrania. Operaba vuelos regulares ofreciendo destinos nacionales e internacionales. Su segunda base era el Aeropuerto Internacional de Borýspil en Kiev. El mayor accionista de la compañía era PrivatBank. 

## Historia
La aerolínea se fundó en 1993 como Donetsk State Airline, pero fue reorganizada y rebautizada como DombassAero en 2003. Su sitio web fue estrenado en julio de 2005 y su sistema de reservas en noviembre del mismo año.
Desde el 25 de marzo de 2012, como resultado de la decisión del Comité Antimonopolio de Ucrania de permitir la consolidación de los activos físicos y operativos del Grupo de Aviación Ucraniano, Donbassaero ya no opera vuelos con su propio código, sino en nombre de su empresa matriz Aerosvit.
La aerolínea se declaró en quiebra y cesó sus operaciones el 14 de enero de 2013.

## Antiguos destinos
El mismo mes de su cese, DonbassAero operaba vuelos regulares a los siguientes destinos:
| Países                 | Destinos   | Aeropuertos                                           |
| ---------------------- | ---------- | ----------------------------------------------------- |
| Armenia                | Ereván     | Aeropuerto Internacional de Zvartnots                 |
| Azerbaiyán             | Bakú       | Aeropuerto Internacional Heydar Aliyev                |
| Chipre                 | Lárnaca    | Aeropuerto Internacional de Lárnaca                   |
| Emiratos Árabes Unidos | Dubái      | Aeropuerto Internacional de Dubái                     |
| Georgia                | Tiflis     | Aeropuerto Internacional de Tiflis                    |
| Grecia                 | Atenas     | Aeropuerto Internacional Eleftherios Venizelos        |
| Israel                 | Tel Aviv   | Aeropuerto Internacional Ben Gurión                   |
| Lituania               | Vilna      | Aeropuerto Internacional de Vilna                     |
| Rusia                  | Moscú      | Aeropuerto Internacional de Moscú-Domodédovo          |
| Siria                  | Alepo      | Aeropuerto Internacional de Alepo                     |
| Suecia                 | Estocolmo  | Aeropuerto de Estocolmo-Arlanda                       |
| Turquía                | Estambul   | Aeropuerto Internacional Atatürk                      |
| Ucrania                | Donetsk    | Aeropuerto Internacional de Donetsk (hub principal)   |
| Ucrania                | Járkov     | Aeropuerto Internacional de Járkov                    |
| Ucrania                | Kiev       | Aeropuerto Internacional de Borýspil (hub secundario) |
| Ucrania                | Odesa      | Aeropuerto Internacional de Odesa                     |
| Ucrania                | Simferópol | Aeropuerto Internacional de Simferópol                |

## Flota histórica
Durante su existencia, DonbassAero operó las siguientes aeronaves:
| Aeronaves       | Total | Introducido | Retirado | Matrículas |
| --------------- | ----- | ----------- | -------- | --- |
| Airbus A320-200 | 9     | 2005        | 2013     | UR-DAA, UR-DAB, UR-DAE, UR-DAH, UR-DAI, UR-DAC, UR-DAD y UR-DAJ                                                         |
| Airbus A321-200 | 1     | 2010        | 2013     | UR-DAF |
| Antonov An-24   | 6     | 1999        | 2013     | UR-46254, UR-47846, UR-46416, UR-46585, UR-46302 y UR-47296                                                             |
| Túpolev Tu-154  | 2     | 1997        | 2003     | UR-FVV y UR-85701 |
| Yakovlev Yak-40 | 2     | 1996        | 2010     | UR-87832 y UR-87961 |
| Yakovlev Yak-42 | 12    | 1992        | 2013     | UR-42377, UR-42381, UR-42383, UR-42405, UR-42318, UR-42319, UR-42348, UR-42372, UR-42327, UR-42366, UR-42308 y UR-42530 |